# HD 39110
HD 39110，又名CP-54 892，SAO 234137、HR 2023，是一颗恒星，视星等为6.18，位于銀經262.18，銀緯-30.93，其B1900.0坐标为赤經5h 45m 12s，赤緯-54° -30.93′ 39″。